# Ограбление Госбанка в Гельсингфорсе
Ограбление отделения Государственного банка Российской империи в Гельсингфорсе (фин. Venäjän valtionpankin Helsingin-konttorin ryöstö) — террористическая акция боевой группы латышских социал-демократов во главе с Янисом Лутером с целью получения денег для покупки оружия и финансирования революционной деятельности, проведённая 13 февраля 1906 года. Одна из первых экспроприаций, организованных главой боевой технической группы РСДРП Леонидом Красиным, отвечавшим за финансирование партии, прежде всего ее левого крыла — большевиков, в ходе и после революции 1905 года. Нападения совершали подконтрольные РСДРП боевые группы, целью которых были банки, ломбарды, почтовые отделения, транспорт и питейные заведения.

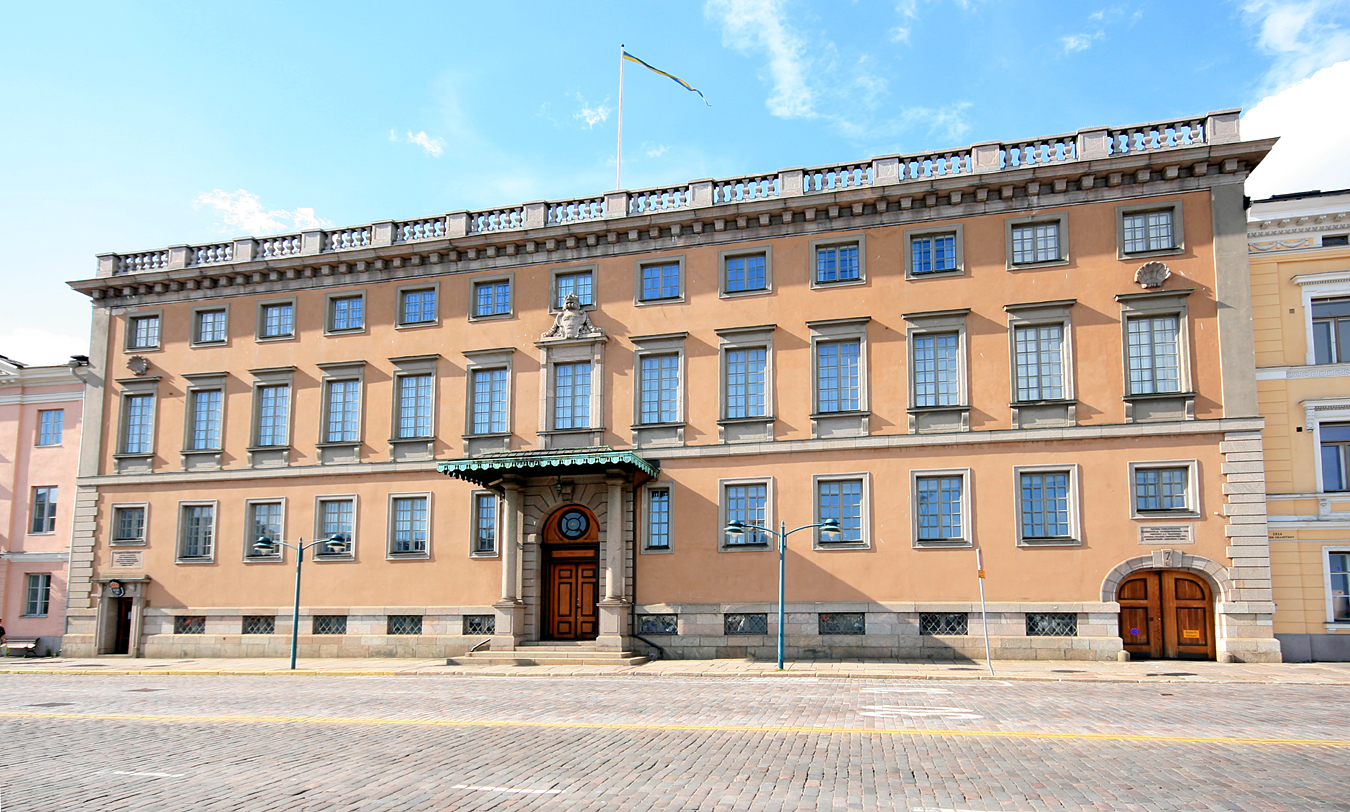
Дом № 7 по Северной Эспланаде в Хельсинки, в 1906 году в нём располагался филиал Государственного банка (в настоящее время — Посольство Швеции в Финляндии).

## Ограбление
Филиал Государственного банка Российской империи в столице Великого Княжества Финляндского Гельсингфорсе был открыт в августе 1905 г. Он размещался в доме № 7 по Северной Эспланадной улице.
Ограбление было поручено латышским боевикам, уже участвовавшим ранее в столкновениях с армией и полицией и имевшим боевой опыт, а трое из них вдобавок были родными братьями, что обеспечивало тайну запланированной экспроприации.
13 февраля 1906 г. восемь участников налета заняли позиции на лестнице банка — у входа и на площадках этажей. Телефонные провода были перерезаны. Четверо боевиков в два часа дня вошли в операционный зал с просьбой обменять деньги. На всех прилегающих улицах  несли дежурство члены финской Красной гвардии, готовые по команде перекрыть подходы к банку. 
По команде налётчики выхватили оружие: пистолеты систем браунинг и маузер и ножи. Один из нападавших выстрелил вверх и крикнул «Именем революционного исполнительного комитета объявляю всех арестованными! Руки вверх! Иначе все будете перебиты!». Испуганный и невооруженный состав чиновников банка подчинился. 
Преступники направились в кабинет управляющего отделением Н. Выковского и, связав его, приставили караул. Бросившийся на помощь управляющему привратник Баландин был застрелен и заколот кинжалами.
Заперев служащих банка в коридоре, преступники похитили 170 743 рубля наличными и 46 временных свидетельств Волжско-Камского банка в счет займа 1905 г., номинальной стоимостью по 100 рублей, и спокойно покинули помещение, разойдясь в разные стороны.
О происшествии стало известно лишь после того, как жена одного из служащих банка стала волноваться, почему её муж не пришел домой обедать.

## Аресты
Боевики рассчитывали, что финская полиция не будет слишком рьяно разыскивать грабителей государственного банка Российской империи. Однако бессмысленное и жестокое убийство банковского сторожа возмутило финнов. На следующий день, 14 февраля 1906 г., кассир на станции Керава в 20 км от Гельсингфорса заметил, что у одного из пассажиров, покупавшего билеты для себя и четырех своих товарищей, слишком толстый бумажник, и сообщил об этом полиции. 
При задержании боевиков на следующей станции они убили станционного жандармского унтер-офицера Михайлова, ранили полицейского и попытались бежать в лес по снегу, однако вскоре были арестованы. У преступников были отобраны 22 532 рублей и 30 432 марки.
16 и 17 февраля 1906 г. в Таммерфорсе в редакции газеты боевики оставили на время узелок. Газетчики вызвали полицию. Одного из боевиков задержали без особых проблем, а второго, не обыскав, повели в полицейский участок. Выхватив спрятанный нож, он убил комиссара Балкевича, констебля Гренфельда, а затем, захватив оружие, несколько часов держал оборону и сдался лишь после того, как расстрелял все патроны, ранив ещё 9 человек.
Все задержанные грабители были молодыми латышами, состоявшими в Латвийской социал-демократической рабочей партии.
Впоследствии было арестовано ещё 6 человек, подозреваемых в соучастии в ограблении банка. Среди них был телеграфный чиновник из Санкт-Петербурга Вячеслав Чучанов, разыскивавшийся за мошенничество с получением денег по подложным телеграфным переводам.
Другим арестованным был Карл Густав Конрад Нюман (K.G.K. Nyman), редактор газеты Arbetaren («Рабочий») Финской социал-демократической партии. Нюман выдавал грабителям рекомендательные письма от имени правления социал-демократической партии. Ещё до ограбления банка Нюман был привлечен к ответственности за хранение 70 кг динамита, похищенного в октябре 1905 г. со склада в Тавастгусе.

## Судебные процессы
Дело об ограблении банка рассматривалось в июне 1906 г. Гельсингфорским ратгаузским судом, затем второй инстанцией — Императорским Абосским надворным судом, пересмотревшим некоторые приговоры, а затем и Императорским Финляндским Сенатом. При этом, поскольку в Княжестве финляндском действовали отличные от остальной империи законы, никого из налетчиков не казнили.

## Участники ограбления

### Арестованные
- Янис Чокке (Jānis Čoke) — приговорён к 9 годам 5 месяцам лишения свободы, затем в Абосском надворном суде срок увеличен до пожизненного. Отдельно судился за убийство.
- Карл Чокке — приговорён к 9 годам 5 месяцам лишения свободы, затем в Абосском надворном суде срок увеличен до 15 лет.
- Густав Чокке — приговорён к 9 годам 5 месяцам лишения свободы, затем в Абосском надворном суде срок увеличен до 10 лет.
- Христиан Трейман — приговорён к 9 годам 5 месяцам лишения свободы, затем в Абосском надворном суде срок увеличен до 10 лет.
- Петр Салынь — приговорён к 9 годам 5 месяцам лишения свободы, затем в Абосском надворном судем срок уменьшен до 2 лет, после пересмотра дела в Сенате приговорён к 10 годам.

### Скрывшиеся
- Янис Лутер — возглавлял нападение на банк.
- Екаб Дубельштейн (Jēkabs Dubelšteins).
- Янис Зирнитис.
- Теодор Калнинь.
- Янис Ленцман.
- Карл Янсон.
- Страуме-Гедус (Гедерт Элиас) — впоследствии стал известным художником.
- Ансис Бушевиц (Ansis Buševics) — в 1923 году стал министром финансов Латвии[2].
- Яков Жилинский (Шталь).

### Сообщники
- Эмма Гайлис — за укрывательство краденого приговорена к 2 годам тюремного заключения, но во второй инстанции освобождена от ответственности.
- Олави Петр Саволайнен — приговорён к 3 месяцам тюрьмы за способствование побегу преступников.
- Карл Эллис Феррин — приговорён к 3 месяцам тюрьмы за способствование побегу преступников.
- Карл Нюман — оправдан по эпизоду ограбления банка, но за укрывательство краденого динамита приговорен к 2 годам.
- Вячеслав Чучанов — оправдан по эпизоду ограбления банка, как совершивший ранее мошенничество в Петербурге отправлен в Петербург.